# Джордж Мак-Кей (веслувальник)
Джордж Мак-Кей (англ. George MacKay, 11 липня 1900 — 23 серпня 1972) — канадський академічний веслувальник.
Срібний призер Олімпійських Ігор 1924 року в складі розпашної четвірки без стернового.